# Prizren
Prizren (alb. Prizreni) – miasto w południowym Kosowie, stolica regionu Prizren, siedziba gminy Prizren.
Leży w pobliżu granicy z Albanią, u podnóża Szar Płaniny. W 2006 roku liczyło ok. 221,3 tys. mieszkańców. Drugie co do wielkości miasto Kosowa.

## Gospodarka
Handlowy ośrodek regionu rolniczego; przetwórstwo owoców i warzyw; rozwinięte rzemiosło artystyczne. W mieście rozwinął się przemysł chemiczny, włókienniczy, metalowy, materiałów budowlanych, spożywczy oraz skórzano-obuwniczy.

## Historia
Zasiedlony w okresie bizantyjskim, rozwinął się u schyłku XIII i w XIV wieku za panowania króla Milutina, a zwłaszcza Stefana Duszana – stał się stolicą; w średniowieczu ważny ośrodek handlu (kolonia dubrownicka) i rzemiosła. W 1455 opanowany przez Turków. W 1912 roku zajęty przez Serbię.
Od 2000 mieści się tu rzymskokatolicka katedra wraz z siedzibą diecezji Prizrenu-Prisztiny obejmującej teren całego Kosowa.

## Zabytki
- cerkiew Chrystusa Zbawiciela z freskami (połowa XIV wieku);
- ruiny monasteru Świętych Archaniołów (1348);
- twierdza, ruiny zamku Nemaniczów (XIV wiek);
- meczet Sinana Paszy (1615);
- cerkiew klasztorna Bogurodzicy Ljeviškiej fundowana przez króla Milutina (1307), wewnątrz zdobiona freskami stanowiącymi jeden z najcenniejszych przykładów malarstwa bizantyjskiego okresu Paleologów,
- ruiny soboru św. Jerzego z 1856;
- katedra Matki Bożej Nieustającej Pomocy z 1870 roku.

Podczas pogromów marcowych w roku 2004 Albańczycy zbezcześcili i spalili świątynie chrześcijańskie, w tym cerkiew Bogurodzicy Ljeviškiej, cerkiew Chrystusa Zbawiciela, sobór św. Jerzego oraz cerkiew pod tym samym wezwaniem w Rujnewaczu, cerkiew św. Mikołaja, cerkiew św. Niedzieli, klasztor i katolikon Świętych Archaniołów oraz miejscowe prawosławne seminarium duchowne. Obecnie władze serbskie podjęły starania zmierzające do zapobieżenia podobnym zniszczeniom Bogorodicy Ljeviškiej poprzez wpisanie jej na listę światowego dziedzictwa UNESCO.

## Galeria zdjęć

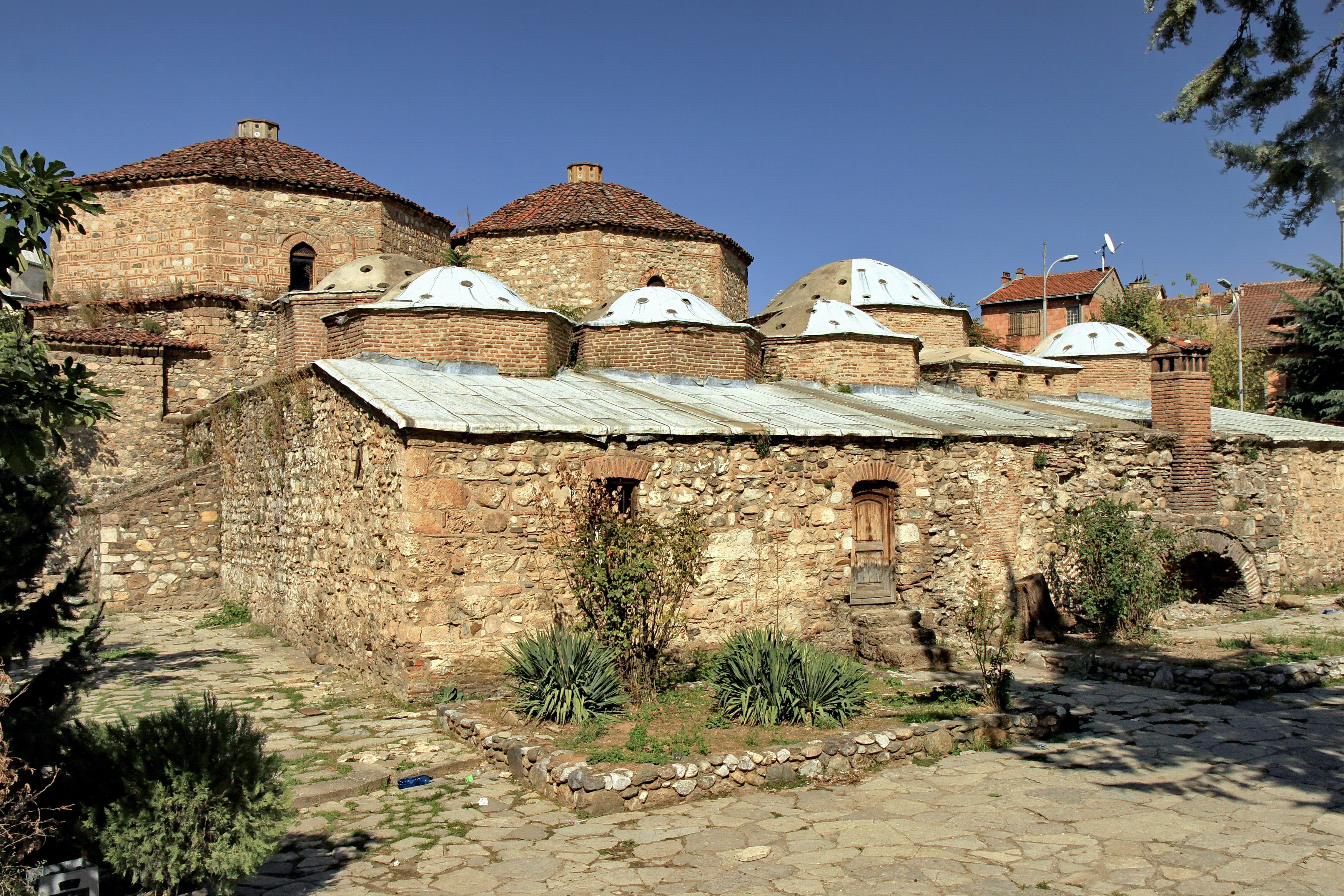
Hammam Gaziego Mehmeta Paszy
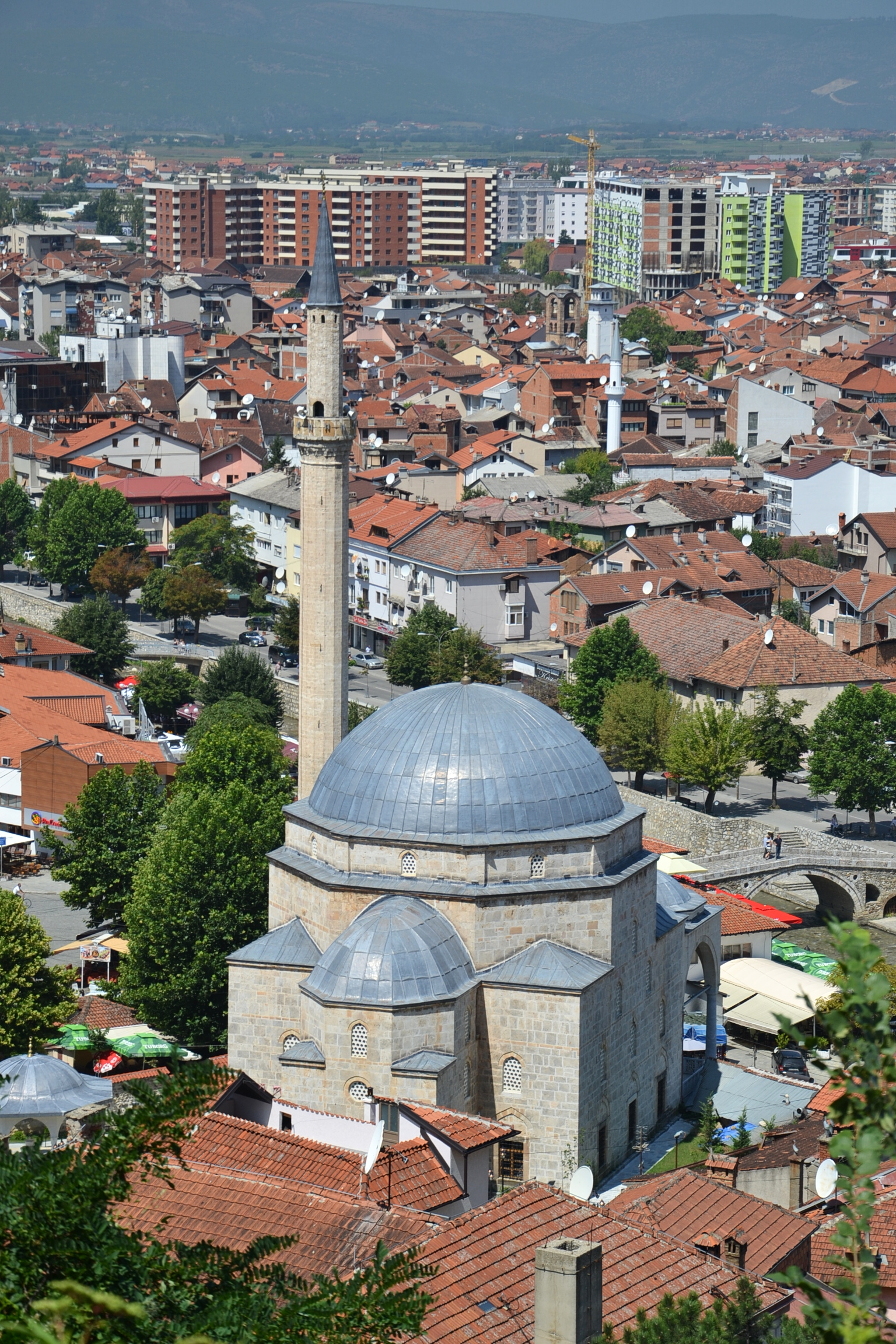
Meczet Sinana Paszy
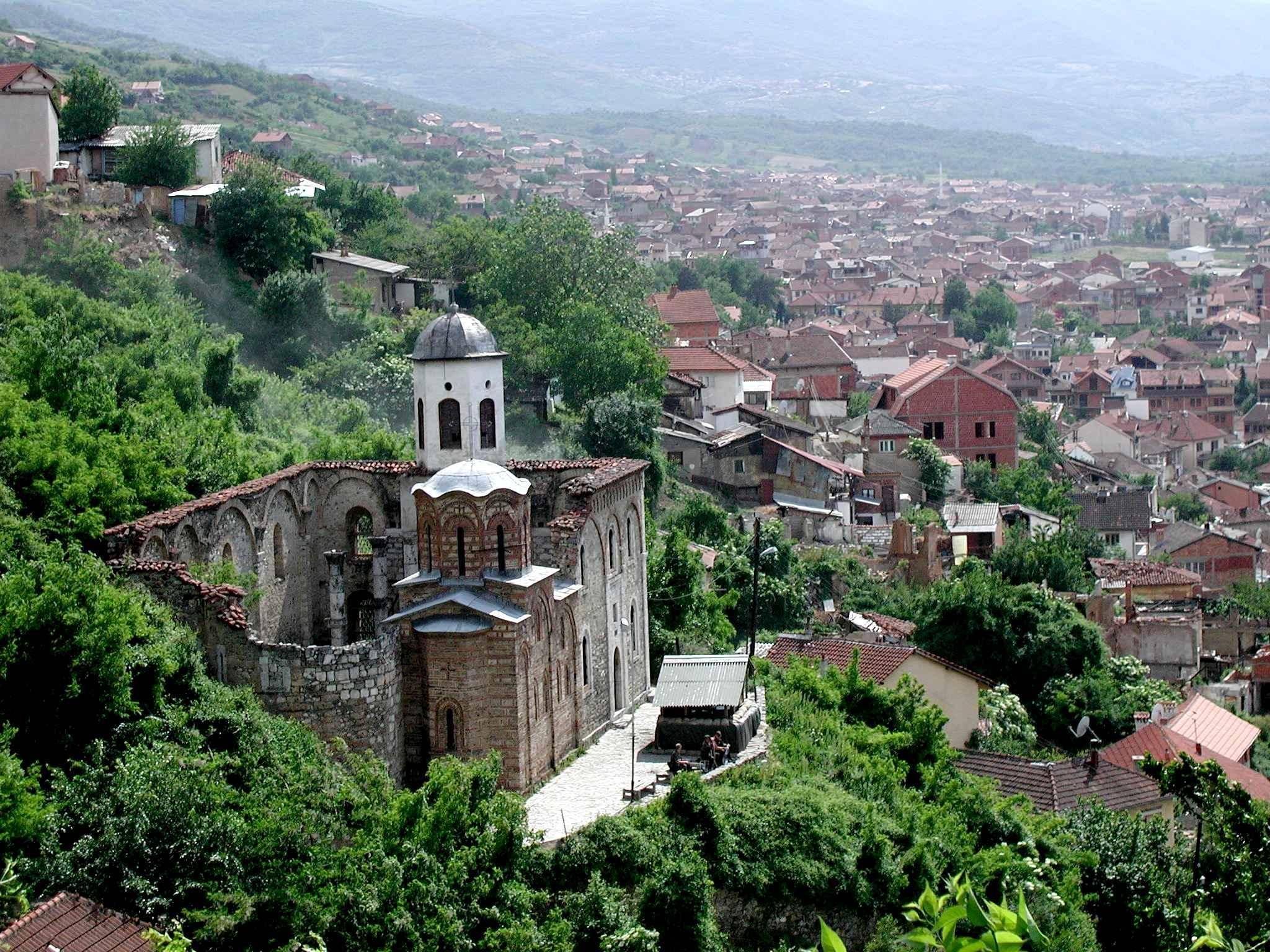
Cerkiew Chrystusa Zbawiciela w Prizrenie – zniszczona w 2004
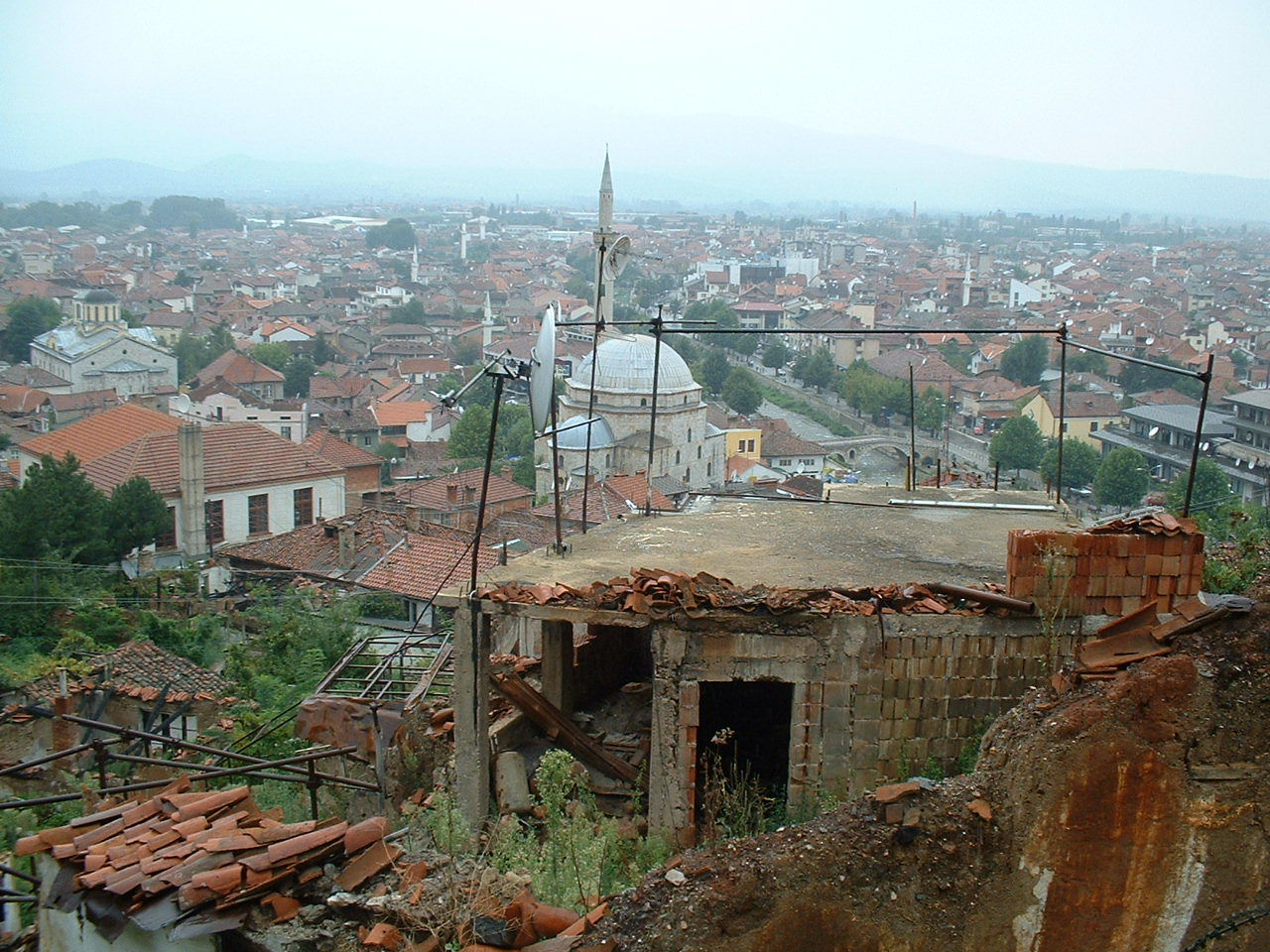
Serbska dzielnica w Prizreniu zniszczona w 2004 r.
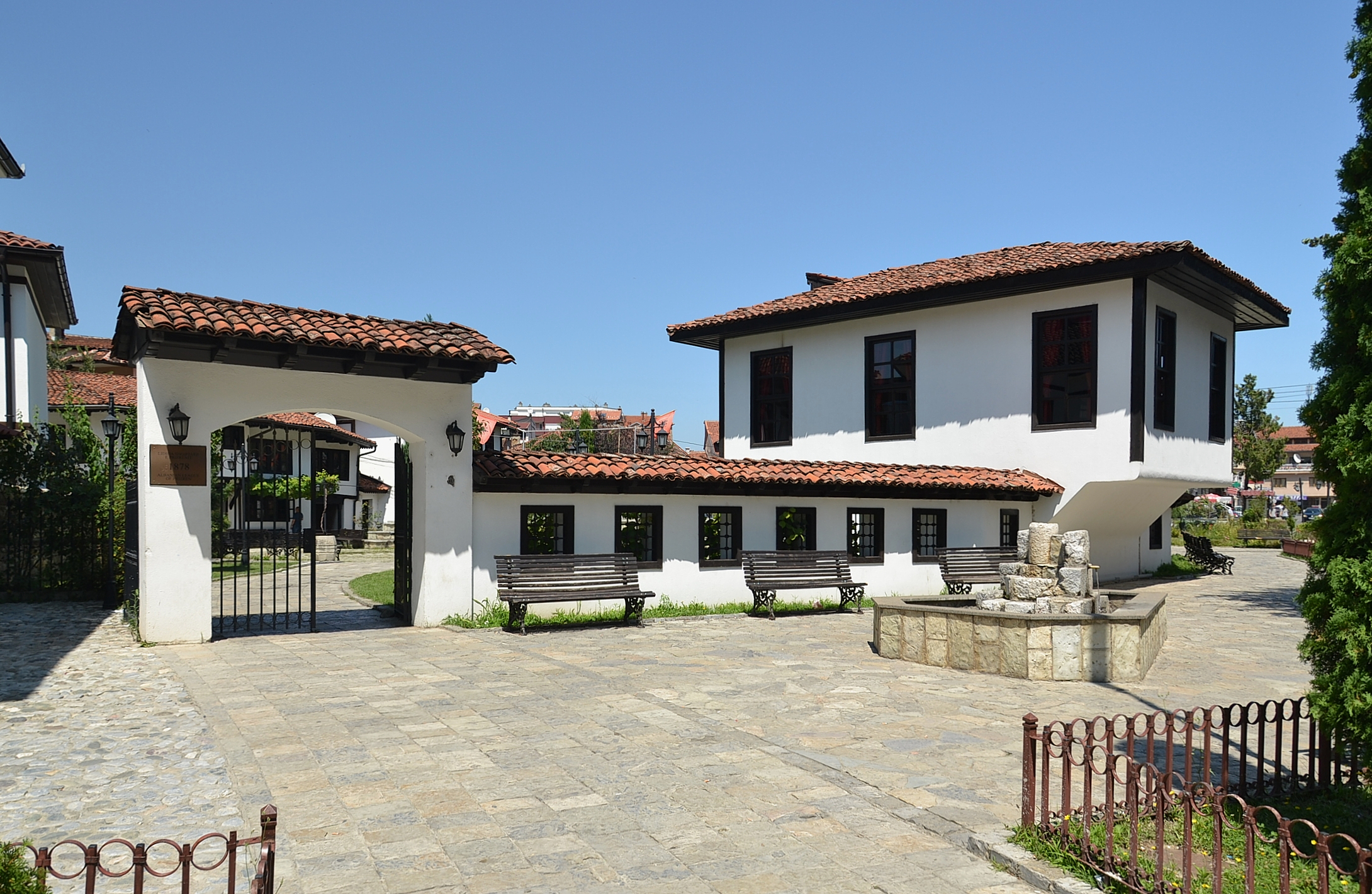
Budynek Ligi Prizreńskiej
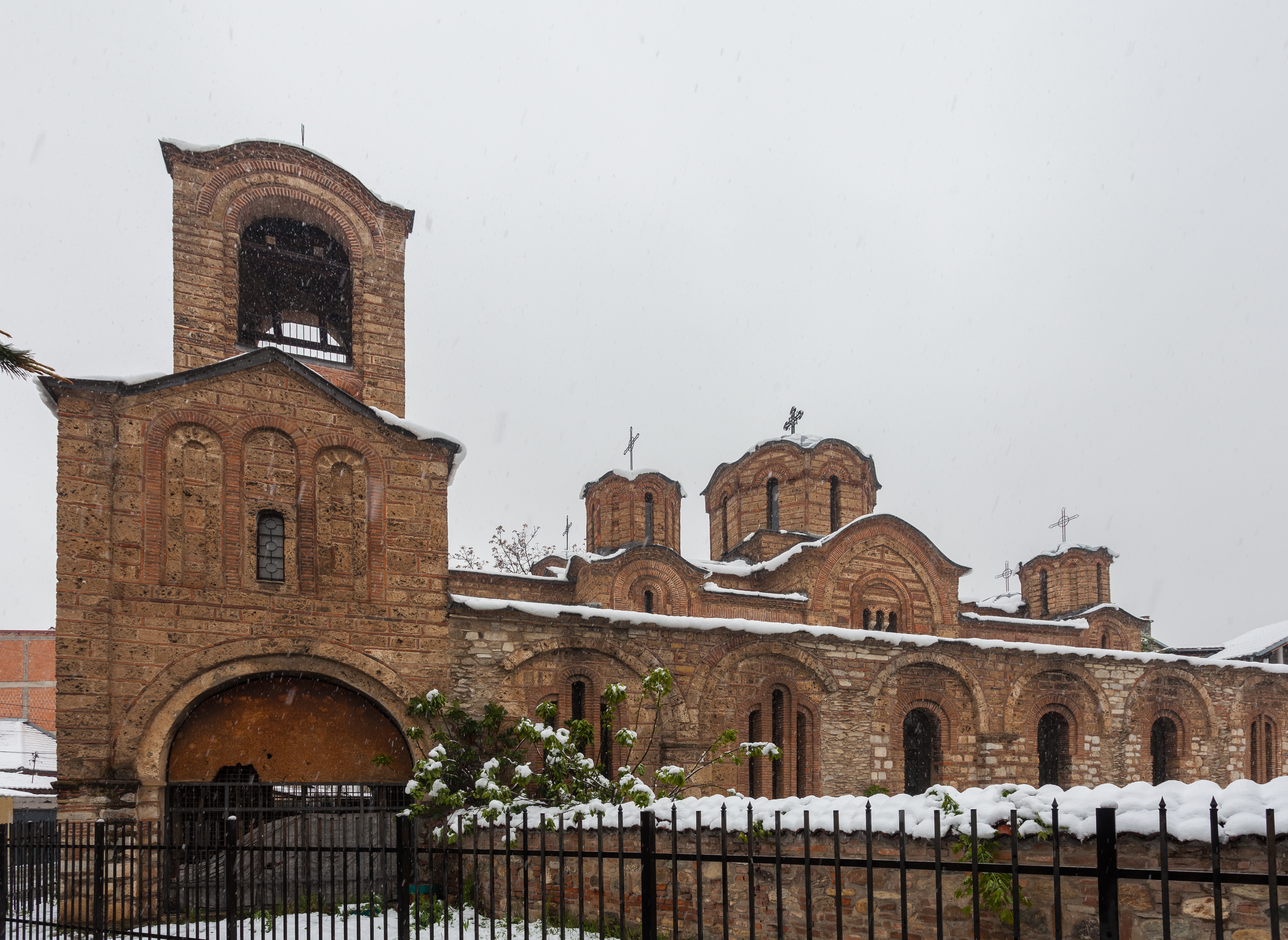
Cerkiew Bogurodzicy
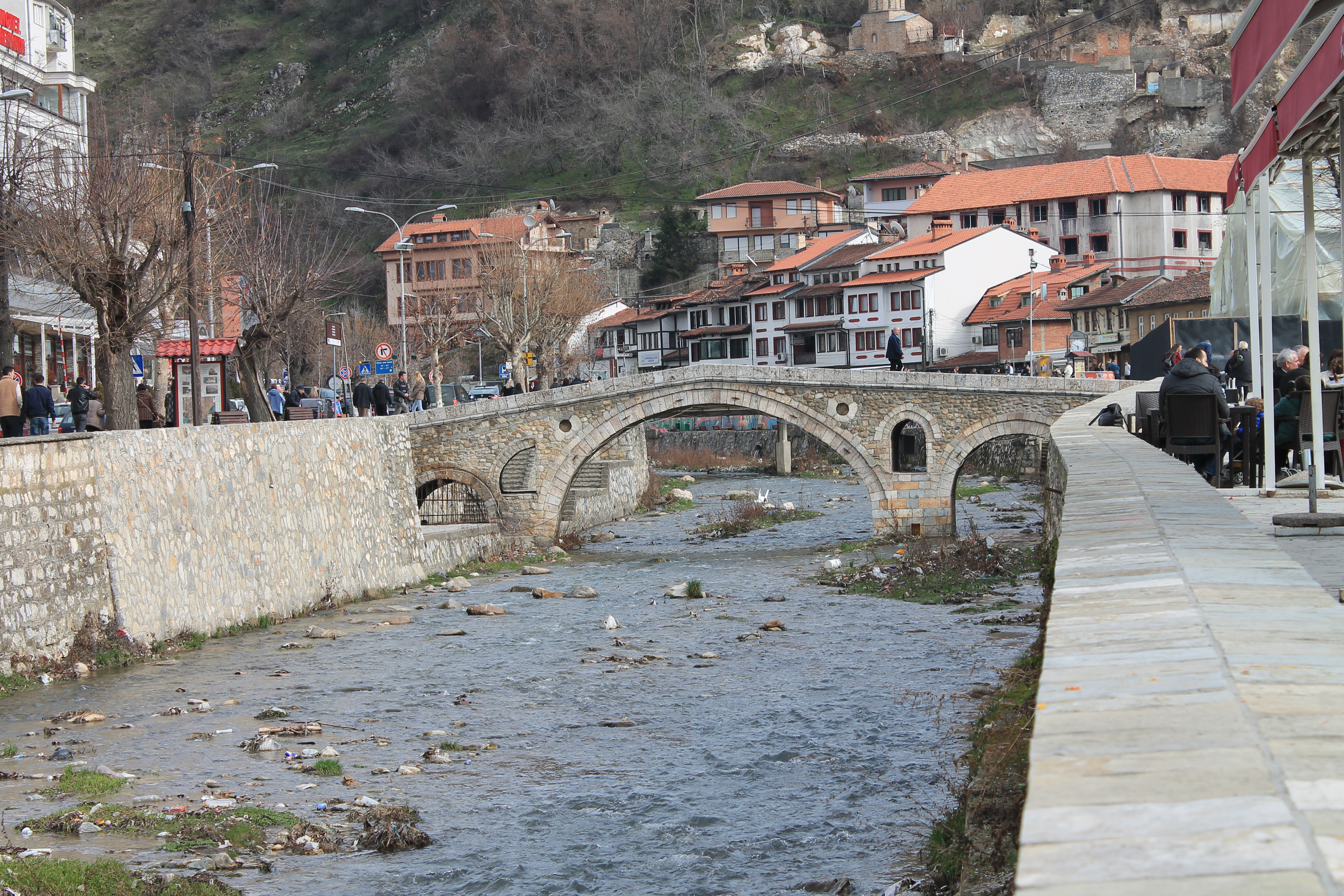
Most w Prizrenie
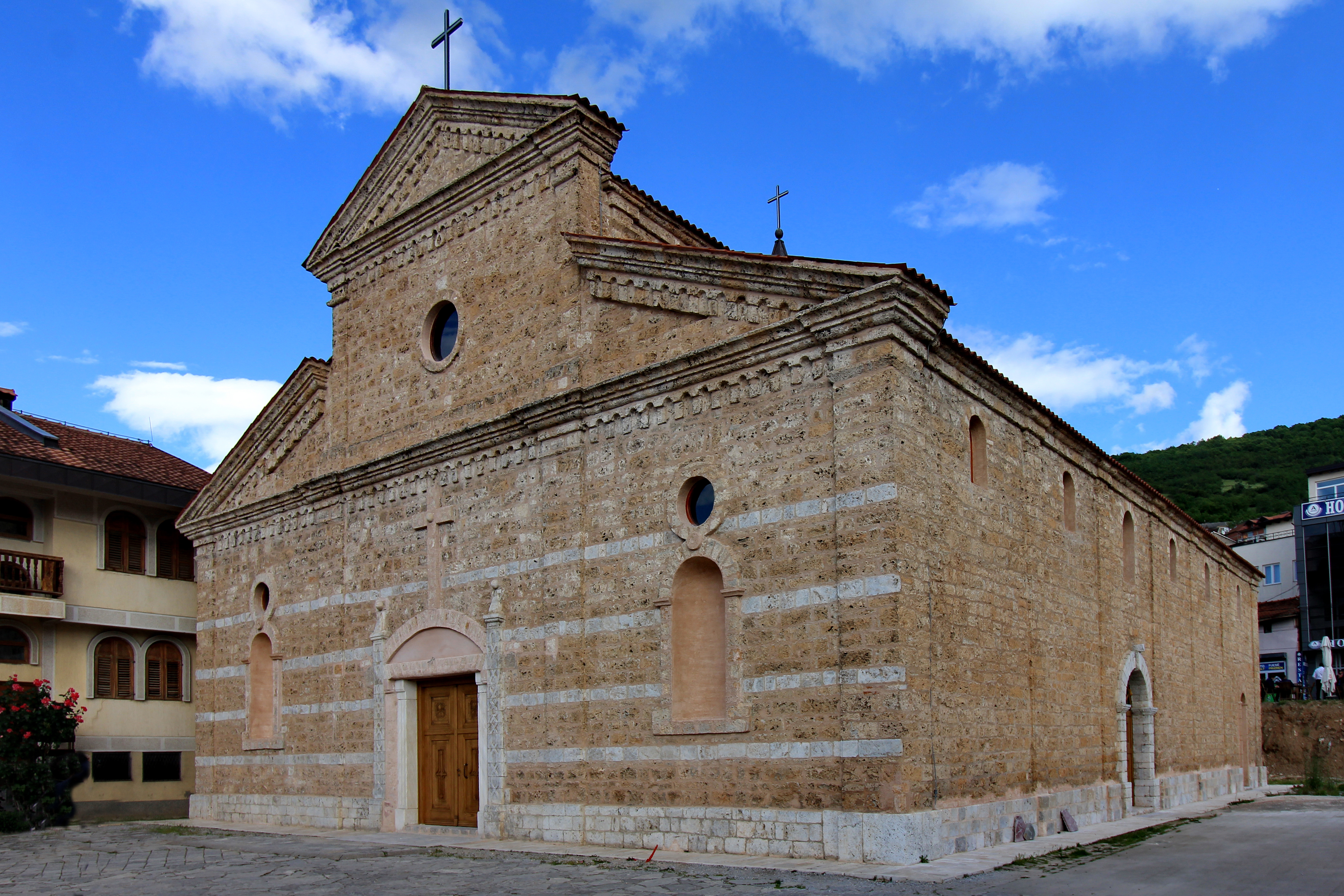
Katedra katolicka

## Miasta partnerskie
- Bitola
- Durrës
- Mamuša
- Osijek
- Skopje
- Stambuł
- Szkodra
- Tirana
- Wlora
- Zagrzeb